# Ina Ray Hutton
Ina Ray Hutton (Chicago, 13 maart 1916 – Ventura, 19 februari 1984) was een Amerikaanse zangeres en bandleidster. Zij was de oudere zus van June Hutton. Ze leidde als eerste een bigband, die volledig uit vrouwelijke muzikanten bestond.

## Biografie

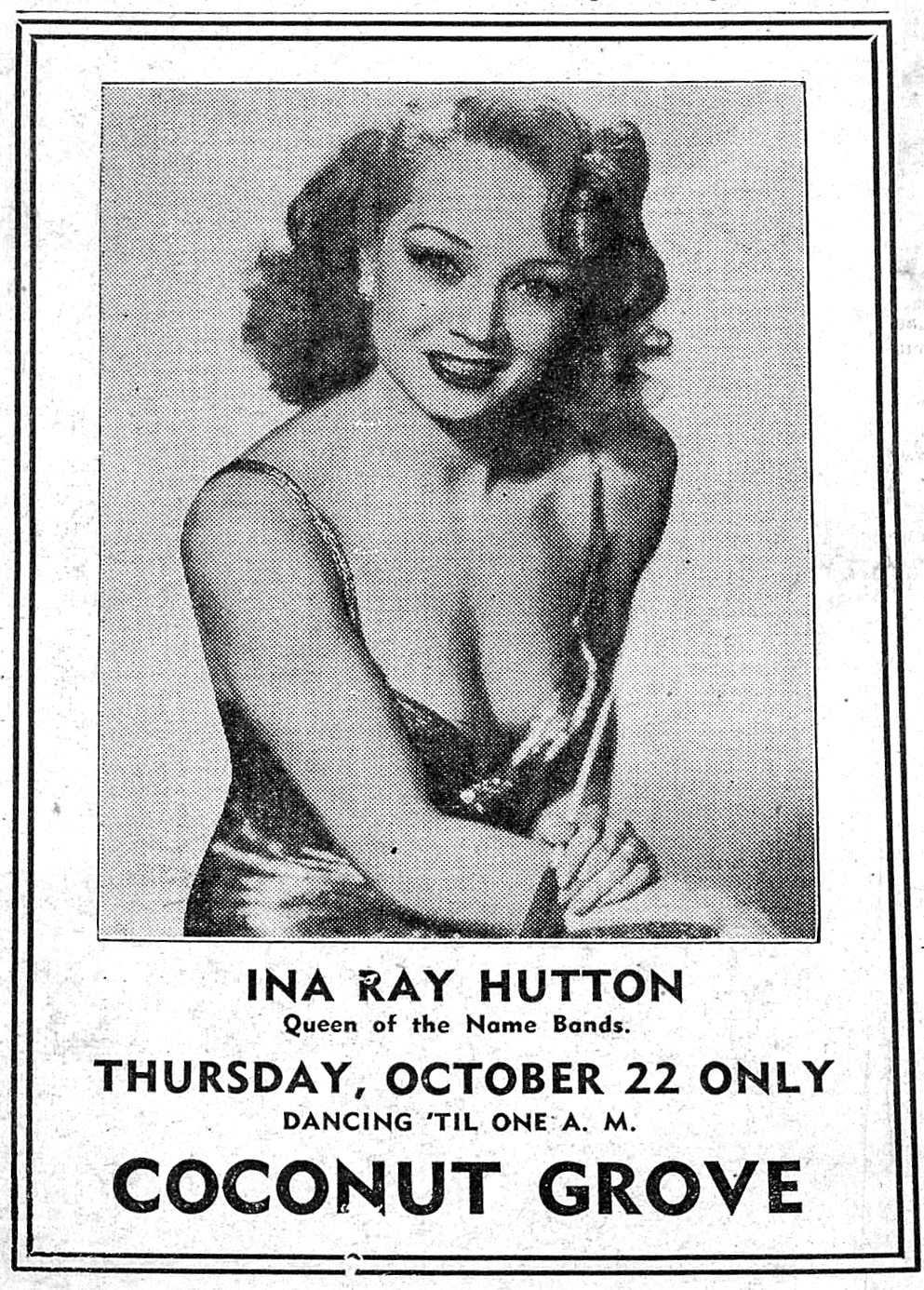
Poster voor een concert op de Army Air Base, Salt Lake City, 22 oktober 1942

### Jeugd
Hutton werd onder de naam Odessa Cowan geboren als dochter van Marvel Svea Williams en Odie Daniel Cowan. Haar moeder Marvel was pianist en speelde professioneel in balzalen en clubs in Chicago als 'Marvel Ray'. Odessa kreeg pianoles van haar moeder, maar Marvel koos ervoor haar professioneel te leren dansen en zingen.

### Carrière
Op 15-jarige leeftijd speelde Hutton onder de naam Ina Ray in de Gus Edwards-revue Future Stars Troupe in het Palace Theatre en Lew Leslie's Clowns in Clover. Op Broadway trad ze op in de revues Melody, Never Had an Education en Scandals van George White, en vervolgens met de Ziegfeld Follies in de jaargang 1934.
In 1934 werd ze benaderd door Irving Mills en vaudeville-agent Alex Hyde om een volledig meisjesorkest te leiden, de Melodears. Als onderdeel van de formatie van de groep vroeg Mills haar om een andere naam te kiezen, het werd Ina Ray Hutton naar Barbara Woolworth Hutton, deels erfgename van Frank Winfield Woolworth. De Melodears verschenen in korte films en in de film Big Broadcast uit 1936. Ze namen zes nummers op, gezongen door Hutton, voordat ze in 1939 uit elkaar gingen. Kort daarna richtte ze het Ina Ray Hutton Orchestra op, alleen mannelijke musici, waaronder George Paxton en Hal Schaefer.
Met haar orkest speelde ze in de film Ever Since Venus (1944), waarvan de muziek verscheen op Elite en Okeh Records, en zij trad op via de radio. Nadat haar band uit elkaar ging, begon ze een paar jaar later een andere mannenband. Ze trouwde met jazztrompettist Randy Brooks.
In de jaren vijftig kreeg hutton een televisieshow, The Ina Ray Hutton Show, waarvoor zij een vrouwelijke bigband oprichtte.
Hutton stopte met muziek in 1968 en stierf op 19 februari 1984 op 67-jarige leeftijd aan complicaties als gevolg van diabetes.